# خربة جلال الدين
«خربة جلال الدين» أو «خربة المطوي» قرية أثرية مساحتها حوالي 3 دونمات، تقع على قمة جبل منحدر ارتفاعه قرابة 455 متراً عن سطح البحر، تتوسط الطريق بين مدينة سلفيت وبلدة بروقين غرب المحافظة. ويعود تاريخها تقريباً لفترة العصر العثماني المبكر، تحتوي على بيوت منظمة التوزيع وقبر يعتقد الناس أنه للولي جلال الدين.

## التسمية
سميت بخربة المطوي، نسبة إلى عين ماء وادي المطوي الواقعة أسفل الوادي. وسميت أيضاً بخربة جلال الدين، وهي التسمية الدارجة، وذلك نسبةً إلى الولي الصالح جلال الدين، الذي كان الناس قديماً يذهبون إليه؛ لاعتقادهم بأنه يجلب الخير والبركة. وبعد النكسة، هدم الاحتلال المغارة التي تحوي القبر، وسرق ما بداخله.[بحاجة لمصدر] 

## وصف عام
تقع الخربة إلى الغرب من مدينة سلفيت، على قمة جبل متصل من الغرب والشرق، ومنحدر من الشمال والجنوب. تضم الخربة في جزئها الغربي مباني منظمة التوزيع كوحدات سكنية، يفصل بينها أزقة ضيقة. أما في جزئها الشرقي، فيوجد بناء مستطيل الشكل مساحته قرابة 120 متر مربع بجانبه بئر ماء صخري طمرته الأتربة.
يحيط بالخربة من الجهات كافة سور حجري مبني من حجارة كبيرة ومتوسطة الحجم بارتفاع يصل إلى مترين في الجزء القائم منه. وفي الزاوية الشمالية من الخربة، يوجد برج يبلغ ارتفاعه قرابة (4) أمتار. أما في الوسط، فيوجد بناء مستطيل مساحته قرابة 50 متر مربع، مبني بحجارة كبيرة ومتوسطة الحجم، في واجهته الشرقية رواق عليه قوس نصف دائري، وفي الجهة المقابلة تجويف على شكل محراب؛ مما يدل على أنه كان مسجداً.

## الإهمال
بين الفينة والأخرى، تتعرض الخربة للنبش والسرقة من لصوص الآثار. وبالمقابل تسعى سلطات الاحتلال بمحاولة ضم الموقع ومواقع مجاورة للأماكن الأثرية لمستوطنة أرئيل.

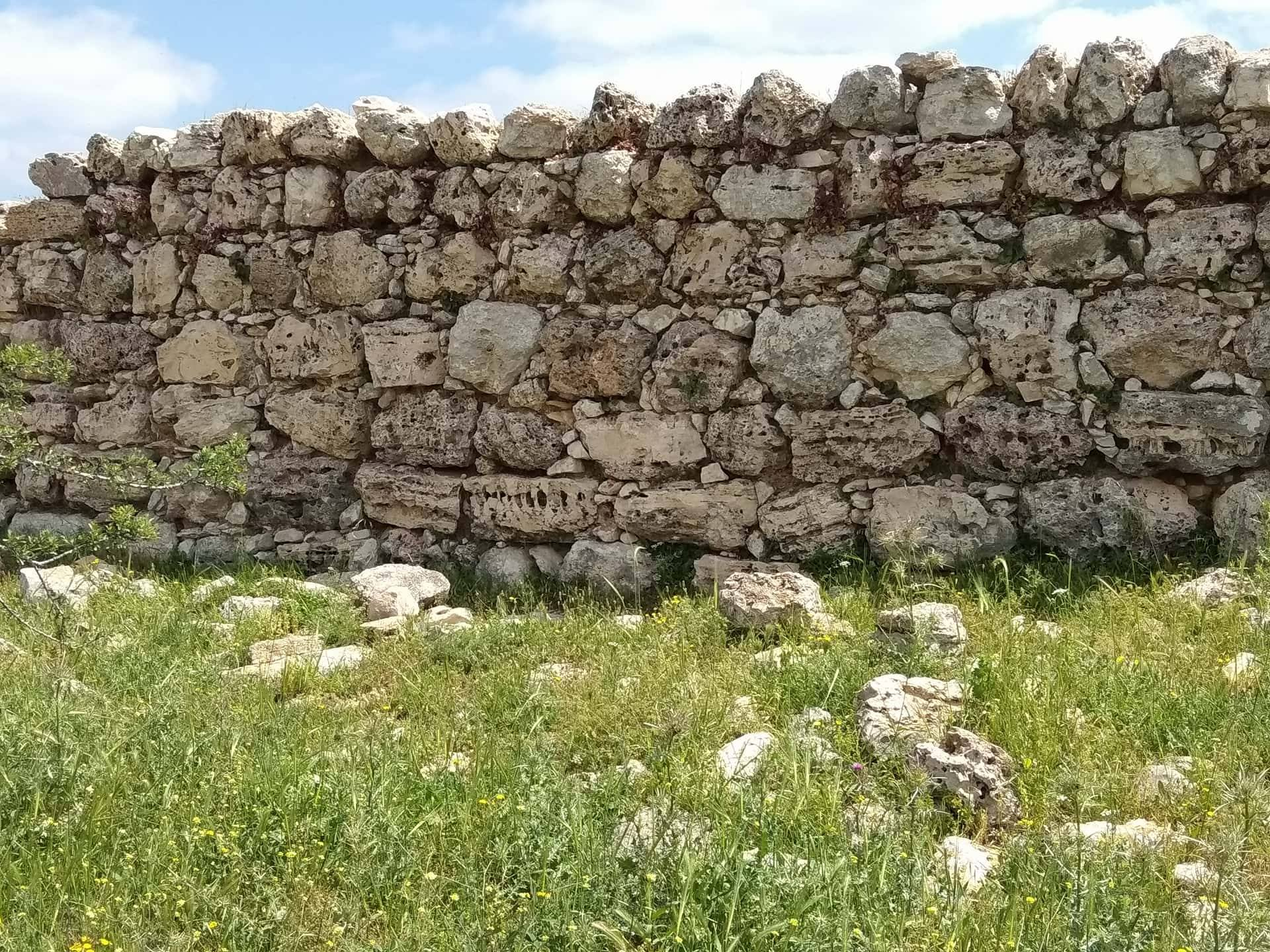
السور الحجري الذي يحيط بالخربة - 2018